# Gunnar Bentz
Joseph "Gunnar" Bentz (Atlanta, 3 de janeiro de 1996) é um nadador estadunidense, campeão olímpico.

## Carreira

### Rio 2016
Bentz competiu na natação nos Jogos Olímpicos de Verão de 2016, conquistando a medalha de ouro nos 4x200 metros livre.